# Stenolophus colvillensis
Stenolophus colvillensis är en skalbaggsart som beskrevs av Carl Hildebrand Lindroth. Stenolophus colvillensis ingår i släktet Stenolophus och familjen jordlöpare. Inga underarter finns listade i Catalogue of Life.